# 961년

## 연호
- 북송(北宋) 건륭(建隆) 2년
- 요(遼) 응력(應曆) 11년
- 고려(高麗) 준풍(峻豊) 2년
- 일본(日本) 덴토쿠(天徳) 5년 / 오와(応和) 원년
- 남한(南漢) 대보(大寶) 4년
- 후촉(後蜀) 광정(廣政) 24년
- 북한(北漢) 천회(天會) 5년

## 기년
- 북송(北宋) 태조(太祖) 2년
- 요(遼) 목종(穆宗) 11년
- 고려(高麗) 광종(光宗) 12년

## 탄생
- 고려(高麗)의 6대 국왕(國王) 성종(成宗) 1월 15일